# Plaza de soberanía

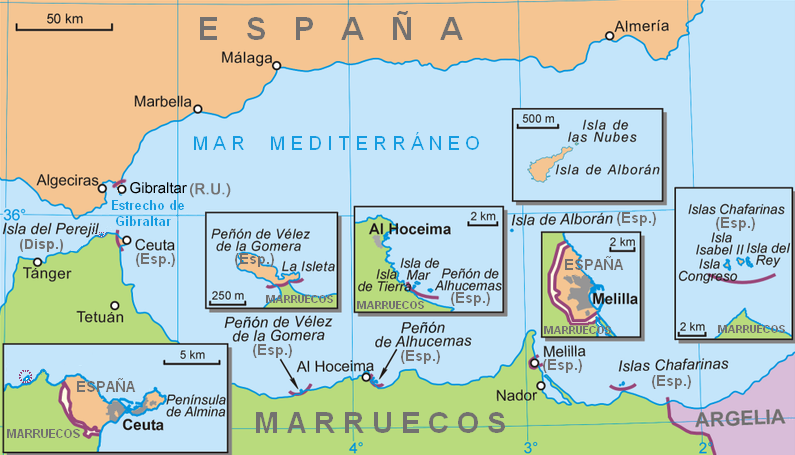
Plazas de soberanía

Plazas de soberanía este termenul sub care sunt cunoscute posesiunile spaniole din nordul Africii. 
Există cinci astfel de teritorii, dintre care două mai importante :
- Ceuta
- Melilla

și trei mai mici :
- Islas Chafarinas,
- Peñón de Alhucemas,
- Peñón de Vélez de la Gomera